# Espaço público

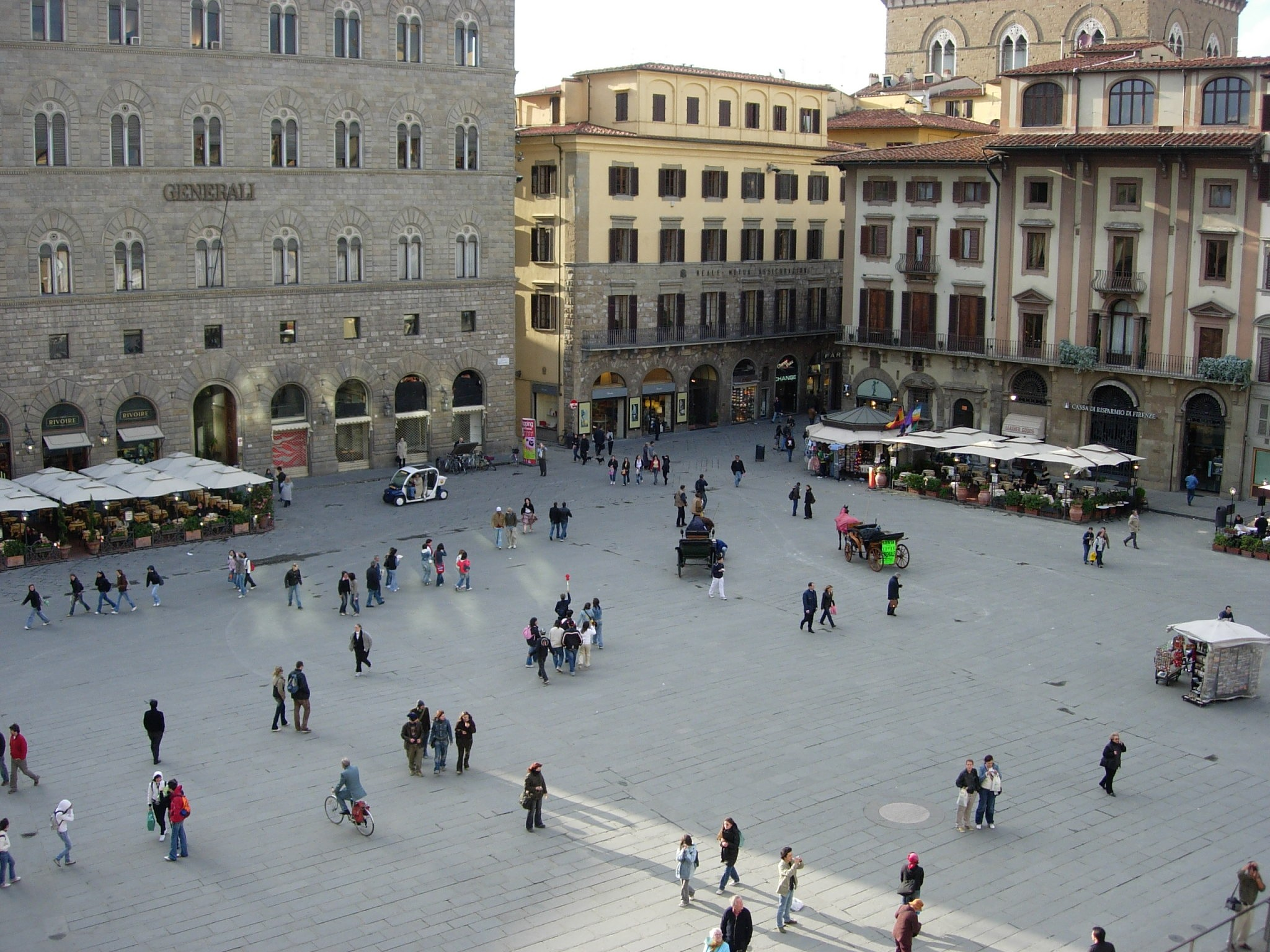
Uma praça pública.

O espaço público é considerado como aquele que seja de uso comum e posse de todos. Entendendo-se a cidade como local de encontros e relações, o espaço público apresenta, em seu ambiente, papel determinante. É nele que se desenvolvem atividades coletivas, com convívio e trocas entre os grupos diversos que compõem a heterogênea sociedade urbana. A existência do espaço público, portanto, está relacionada diretamente com a formação de uma cultura agregadora e compartilhada entre os cidadãos.
A rua é considerada o espaço publico, sendo o elemento articulador das localidades e da mobilidade, pode ser considerada a formadora da estrutura urbana e de sua representação. De acordo com Kevin Lynch, também é o local principal em que se forma a imagem da cidade, já que é por ela que os habitantes transitam e tem a oportunidade de observá-la e entendê-la.
Alamedas, praças e parques tem ainda a função de prover, aos espaços urbanizados e edificados, áreas verdes e de lazer.

## Histórico

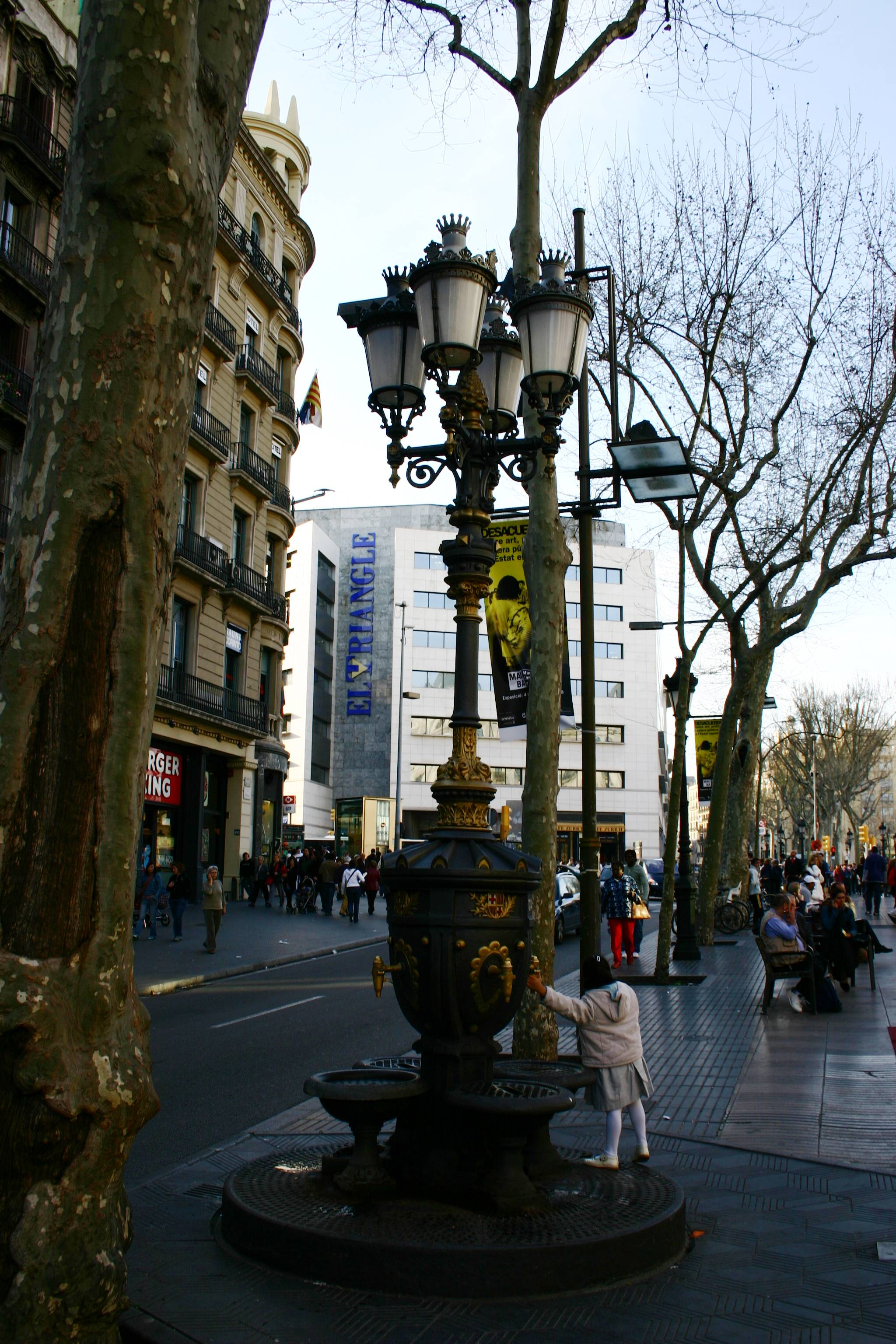
A rua como o espaço público por excelência.

A ideia de que as cidades possuem uma esfera pública, pertencente e usada pela coletividade e uma esfera privada, cuja posse e manutenção respondem aos interesses de um ou mais indivíduos específicos, é bastante antiga, mas virá a se definir plenamente com a urbanística alemã. Durante a Antiguidade Clássica, para os gregos, a ágora era o espaço que inserido na pólis, representava o espírito público desejado pela coletividade da população e onde se exercia a cidadania.
A definição clara do limite entre os espaços públicos e privados, porém, perdeu-se em vários momentos ao longo da história. As cidades europeias medievais construíram-se através de uma constante apropriação da terra pública e da definição desordenada de ruas, normalmente estreitas e insalubres. Tal situação repetiu-se, grosso modo, até o advento do urbanismo sanitarista no século XIX, através das intervenções de Georges-Eugène Haussmann em Paris e de Ildefons Cerdà em Barcelona. Ainda que baseados em um discurso muito mais estatizador que público, estas intervenções colocaram o desenho das áreas públicas (grandes avenidas, especialmente) como prioritárias na definição da paisagem urbana.
O Movimento Moderno na arquitetura e no urbanismo (no início do século XX) representou uma releitura da ideia de público. Segundo vários de seus representantes todo o solo existente dentro dos perímetros urbanos deveria ser de propriedade pública, sendo pertencentes à esfera privada apenas frações ideais destes terrenos correspondentes aos apartamentos particulares. Esta ideia foi pouco posta em prática, sendo considerada por diversos críticos como "ingenuamente utópica". Entre as cidades que adotaram este modelo destaca-se a capital do Brasil, Brasília.
Diversos teóricos, entre os quais destaca-se a canadense Jane Jacobs, criticaram as propostas modernas e sua aplicação na cidade real. Todo este conjunto de críticas gerou nas últimas décadas uma grande valorização da rua como o espaço público essencial às cidades.
Recentemente, o espaço público ganha um novo significado, político, ideológico, social e estrutural, e é entendido no seu sentido mais lato enquanto espaço de visibilidade pública. Para isso têm contribuído o avanço tecnológico, em especial dos meios de comunicação e informação.
O espaço público é considerado como aquele espaço que, dentro do território urbano tradicional, sendo de uso comum e posse coletiva, pertence ao poder público. Serpa (2004) refere-se ao conceito de espaço público como sendo em si mesmo o espaço da ação política ou, pelo menos, da possibilidade da ação política na contemporaneidade.
Outra visão a ter em conta é de Jordi Borja (2003). Para este autor “o espaço público é um conceito próprio do urbanismo que às vezes se confunde (erradamente) com espaços verdes, equipamentos ou sistema viário, mas que também é utilizado na filosofia política como lugar de representação e de expressão coletiva da sociedade”.
O espaço público é o lugar, acessível a todos os cidadãos, onde um público se reúne para formular uma opinião pública. É a posse mediatizada por parte de um ente abstrato – a comunidade (Guerra, 2000). O intercâmbio discursivo de posições racionais sobre problemas de interesse geral permite identificar uma opinião pública.
O espaço público é também, segundo Hannah Arendt (1972) o espaço da sociedade, o espaço político, e nestes contornos é necessariamente um espaço simbólico, pois opõem-se e respondem-se a discursos, dos agentes políticos, sociais, religiosos, culturais, intelectuais que constituem uma sociedade.

## Configuração e tipologias
A caracterização de um espaço público é bastante variada:
- Os espaços públicos livres podem se definir como espaços de circulação (como a rua ou a praça), espaços de lazer e recreação (como uma praça ou parque urbano), de contemplação (como um jardim público) ou de preservação ou conservação (como um grande parque ou mesmo uma reserva ecológica). Nestes locais, o direito de ir e vir é total.
- Existem ainda os espaços que, ainda que possuam uma certa restrição ao acesso e à circulação, pertencem à esfera do público: portanto, nestes espaços, a presença do privado deve ser teoricamente controlada e, até mesmo, evitado. São, em geral, os edifícios e equipamentos públicos, como instituições de ensino, hospitais, centros de cultura etc.